# Gle Batee Anebay
Gle Batee Anebay är en kulle i Indonesien.   Den ligger i provinsen Aceh, i den västra delen av landet, 1 800 km nordväst om huvudstaden Jakarta. Toppen på Gle Batee Anebay är 282 meter över havet, eller 67 meter över den omgivande terrängen. Bredden vid basen är 3,4 km.
Terrängen runt Gle Batee Anebay är huvudsakligen kuperad, men åt nordost är den platt. Terrängen runt Gle Batee Anebay sluttar norrut.Runt Gle Batee Anebay är det ganska glesbefolkat, med 25 invånare per kvadratkilometer. Omgivningarna runt Gle Batee Anebay är en mosaik av jordbruksmark och naturlig växtlighet.